# Неварська Вікіпедія
Нева́рська Вікіпе́дія (нев. विकिपिडियाय् लसकुस) — мовний розділ Вікіпедії неварською мовою. 
Неварська Вікіпедія станом на 26 березня 2025 року містить 72 505 статей, 29 342 зареєстрованих користувачів, 29 активних дописувачів, 2 адміністраторів
. Загальна кількість сторінок у неварській Вікіпедії — 166 026, редагувань — 870 144, мультимедійні файли відсутні
. Глибина (рівень розвитку мовного розділу) неварської Вікіпедії дуже мала і становить лише 8.7 пунктів
. 

## Етапи розвитку
Розділ був розпочатий в інкубаторі Вікіпедії 4 червня 2006 року, а 30 вересня того ж року він переїхав на власну адресу. Ініціатором цієї версії був користувач Вікіпедії Eukesh. Він є постійним редактором розділу і оператором бота EukeshBot. Неварська Вікіпедія залишається в тісному контакті з Вікіпедіями, створеними в споріднених мовах: гінді, маратхі, тамільською, зокрема шляхом обміну з ними шаблонами або ботами.